# Gibraltar Chess Festival

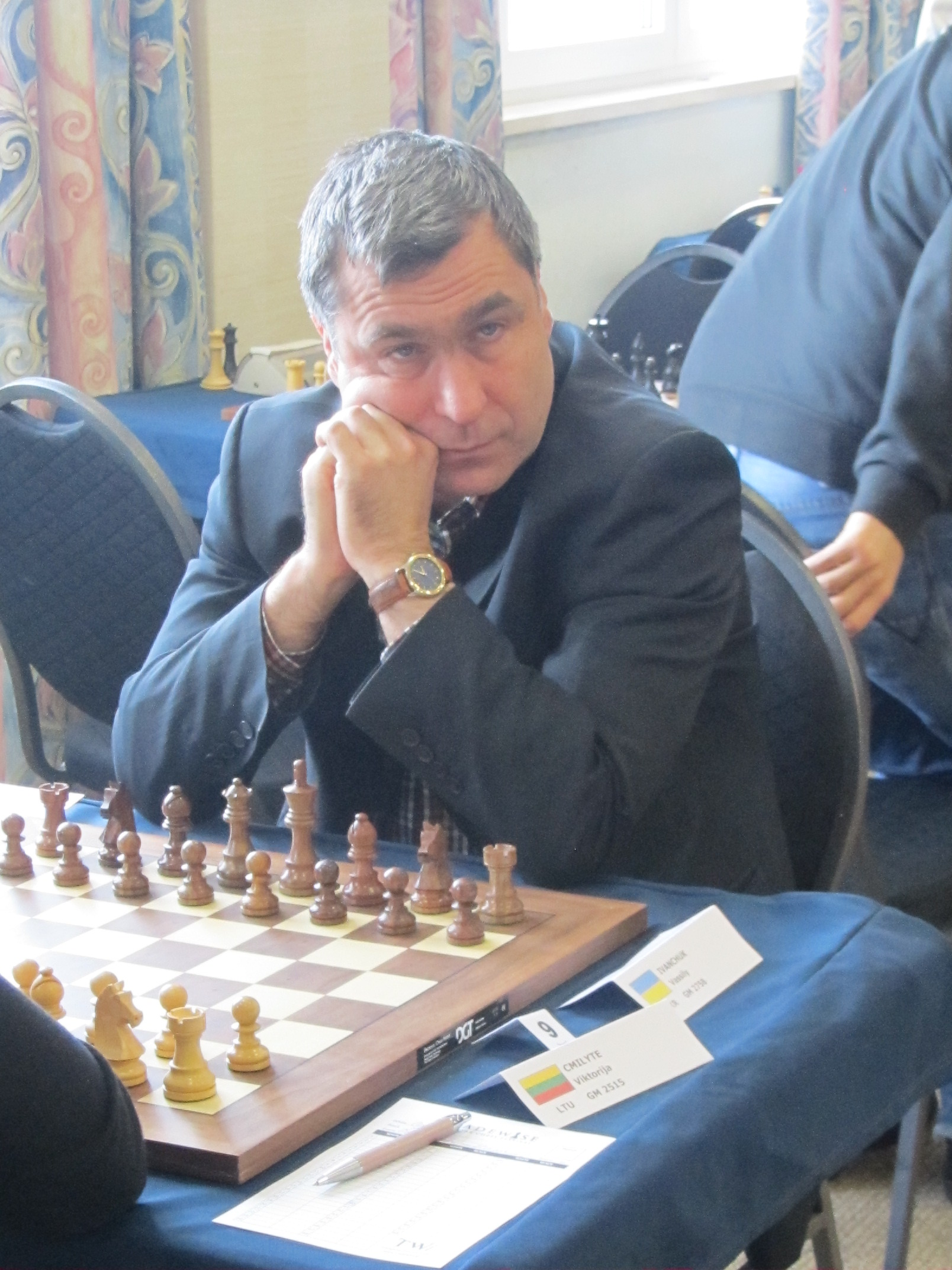
Vassily Ivanchuk op het Gibraltar Chess Festival in 2013

Het Tradewise Gibraltar Chess Festival is een schaaktoernooi dat jaarlijks gehouden wordt in het Caleta Hotel in Gibraltar. De elfdaagse competitie wordt meestal van eind januari tot begin februari gehouden. De eerste editie vond in 2003 plaats.

## Lijst van winnaars
Vanaf 2007 is er een tie-break in het geval van een gedeelde eerste plaats.
| Jaar | Winnaar                                                                 | Eerste vrouw                                                                               |
| ---- | ----------------------------------------------------------------------- | ------------------------------------------------------------------------------------------ |
| 2003 | Vasilios Kotronias Nigel Short                                          | Nora Medvegy                                                                               |
| 2004 | Nigel Short                                                             | Pia Cramling                                                                               |
| 2005 | Levon Aronian Zahar Efimenko Kiril Georgiev Alexei Shirov Emil Sutovsky | Ketevan Arakhamia-Grant Viktorija Cmilyte Pia Cramling Iveta Radziewicz Almira Skripchenko |
| 2006 | Kiril Georgiev                                                          | Antoaneta Stefanova                                                                        |
| 2007 | Vladimir Akopian                                                        | Jovanka Houska                                                                             |
| 2008 | Hikaru Nakamura                                                         | Ketevan Arakhamia-Grant                                                                    |
| 2009 | Peter Svidler                                                           | Nana Dzagnidze                                                                             |
| 2010 | Michael Adams                                                           | Natalia Zhukova                                                                            |
| 2011 | Vassily Ivanchuk                                                        | Nana Dzagnidze                                                                             |
| 2012 | Nigel Short                                                             | Hou Yifan                                                                                  |
| 2013 | Nikita Vitiugov                                                         | Zhao Xue                                                                                   |
| 2014 | Ivan Cheparinov                                                         | Mariya Muzychuk                                                                            |
| 2015 | Hikaru Nakamura                                                         | Hou Yifan                                                                                  |
| 2016 | Hikaru Nakamura                                                         | Anna Muzychuk                                                                              |
| 2017 | Hikaru Nakamura                                                         | Ju Wenjun                                                                                  |
| 2018 | Levon Aronian                                                           | Pia Cramling                                                                               |
| 2019 | Vladislav Artemiev                                                      | Tan Zhongyi                                                                                |
| 2020 | David Paravyan                                                          | Tan Zhongyi                                                                                |
| 2022 | Bilel Bellahcene Balazs Csonka                                          | Mariya Muzychuk                                                                            |

## Conflict
In 2017 veroorzaakte Hou Yifan een kleine rel door opzettelijk haar laatste partij te verliezen tegen Babu M.R. Lalith. Dit deed ze uit protest tegen de door loting bepaalde tegenstanders. Dat waren hoofdzakelijk vrouwen, en omdat het man/vrouw ratio op het toernooi vier tegen één was, had ze vermoedens dat de loting niet eerlijk was verlopen.
Hou had de laatste jaren geen uitdaging meer gevonden in het spelen van toernooien waaraan alleen vrouwen deelnamen, en had ook geweigerd deel te nemen aan het Wereldkampioenschap schaken voor vrouwen in 2017. In Gibraltar waren zeven van de tien tegenstanders vrouw. Dit was volgens de toernooidirectie echter het resultaat van een onwaarschijnlijke maar niettemin eerlijk uitgevoerde computergegenereerde trekking.
Na afloop van hetzelfde toernooi werden de Iraanse schakers Dorsa Derakhshani en haar broer Borna geschorst door de Iraanse schaakbond. Dorsa vanwege het niet dragen van een hoofddoek, en Borna vanwege het spelen tegen een Israëlische schaker.